# FC Suðuroy
FC Suðuroy er en færøsk fodboldklub fra Suðuroy, som blev grundlagt 1. januar 2010. FC Suðuroy består af de to forhenværende foboldklubber VB Vágur og Sumba, som fusionerede i 2005 til VB/Sumba. I 2017 sæsonen har de tre fodboldklubber fra øen Suðuroy: TB Tvøroyri, FC Suðuroy og Royn et samarbejde om en fælles klub. Beslutningen blev truffet i december 2016, og på det tidspunkt var det for sent til at ændre navnet, så den nye klub spillede undet navnet på alle tre klubber: TB/FC Suðuroy/Royn. Samarbejdet varede i to fodboldsæsoner, i 2017 og 2018. Fællesholdet TB/FC Suðuroy/Royn endte på en 8. plads i 2017 og 7. plads i 2018. Det var TB's licens holdet i topdivisionen spillede, og FC Suðuroy's licens til 1. deild. Fællesklubbens hold i 1. division rykkede ned i 2. deild, og det var FC Suðuroy's licens, så FC Suðuroy spillede derefter to sæsoner i 2. deild. De rykkede op i 1. deild efter 2020 sæsonen.
Der var diskussioner om at lægge alle fodboldklubberne i Suðuroy samman til en klub i 2009, hvorved man kunne samle kræfterne og klare sig bedre imod klubberne fra de andre øer, derfor tog VB/Sumba initiativ til dette og skiftede navn og etablerede en ny klub med et navn som indeholder øens navn, men det blev ikke til noget med sammenlægning af alle fodboldklubberne på Suðuroy (Suderø) dengang. Klubben spillede med i Færøernes topdivision i 2010 og 2012 og 2015.

## Logo
FC Suðuroy's logo blev tegnet af fotograf  Rógvi Nolsøe Johansen i 2010, efter en  åben designkonkurrence.
Hensigten med klubbens logo, er at vise at hele øen er, som en samlet enhed, klubbens navn er placeret over øen og man kan se konturen på øen i bogstaverne.

## Historie
FC Suðuroy består af VB/Sumba, som blev grundlagt i 2005, som igen var en fusion af VB Vágur (Vágs Bóltfelag), som blev grundlagt i 1905 og Sumba Idrætsforening, som blev grundlagt i 1949. Suðuroy's folketal er ca. 4600 og der er nu tre fodboldforeninger.
VB/Sumba spillede i Færøernes 1. division i 2009 og resultatet blev, at VB/Sumba vandt 1. division og rykkede op i Vodafonedeildin. FC Suðuroy spillede derfor i Vodafonedeildin i 2010. Det har været sædvanligt på Færøerne de sidste år, at de bedste hold har en eller flere udlændinge med på holdet for at højne niveauet. VB/Sumba havde ikke nogen udenlandsk spiller i 2009, men den forhenværende færøske landsholdspiller fra Vágur Pól Thorsteinsson, som har spillet 37 A-landskampe for Færøerne flyttede tilbage til hjembyen Vágur i 2008 og han spillede med VB/Sumba i 2009. Pól Thorsteinsson holdt dog op med at spille fodbold på højt niveau efter 2009 sæsonen. FC Suðuroy var lige ved at overleve i Færøernes bedste fodboldliga, men kun næsten. Da den sidste kamp manglede var intet afgjort endnu. Hvis B71 Sandoy tabte og FC Suðuroy spillede uafgjort eller vandt mod AB Argir, som for i øvrigt allerede var rykket ned, så blev det B71 som rykkede ned og FC Suðuroy ville fortsætte i Vodafonedeildin i 2011. B71 tabte deres kamp med hele 9 mål, men FC Suðuroy tabte 1-0 mod AB, og derfor rykkede FC Suðuroy ned i 1. deild sammen med AB. I 2011 vandt FC Suðuroy overbevisende 1. deild med 70 points. Der var stor spænding om hvem det andet hold ville være: TB Tvøroyri eller AB Argir. Det blev afgjort i de allersidste minutter af den sidste kamp. Det blev TB som blev nummer to og dermed rykkede op i topdivisionen sammen med FC Suðuroy. Klubben spillede kun et år i topdivisionen, men efter to år i 1. deild, rykkede klubben igen op i topdivisonen, hvor de spillede i 2015. De endte på 9. plads og rykkede ned i 1. division. I 2016 endte FC Suðuroy på en tredieplads i 1. division. 

### TB/FC Suðuroy/Royn samarbejdet
I 2017 og 2018 samarbejdede de tre Suderø-klubber TB Tvøroyri, FC Suðuroy og Royn Hvalba i mændenes fodbold. Det sammenlagde hold endte på 8. plads i Færøernes bedste række og også i 1. division. Året efter, der blev det sidste med dette samarbejde, endte TB/FC Suðuroy/Royn på 7. plads i Betrideildin og på 10. plads i 1. division. Da samarbejdet sluttede efter 2018-sæsonen, blev holdene splittet ad igen. TB Tvøroyri beholdt licensen til Betrideildin, mens FC Suðuroy beholdt licensen til holdet, der nu var rykket ned i 2. division. 

### FC Suðuroy efter samarbejdet
I 2019 lykkedes det ikke for FC Suðuroy at rykke op i 1. division og klubben spillede derfor igen i 2. division i 2020. I 2021 vil FC Suðuroy spille i 1. deild, der er Færøernes næstbedste række.

## Fodboldstadium
FC Suðuroy's bedste hold, som spiller i Vodafonedeildin i 2010 vil spille alle sine hjemmekampe i Vágur på Eiðinum Stadium. De andre hold kan vælge, om de vil spille deres kampe i Vágur eller i Sumba á Krossi Stadium